# Amanita vaginata
Amanita vaginata (Pierre Bulliard, 1783 ex Jean-Baptiste de Lamarck, 1783) din încrengătura Basidiomycota în familia Amanitaceae și de genul Amanita, denumită în popor ciupercă fără inel, sau turtă sură, este o specie de ciuperci comestibile care coabitează, formând micorize pe rădăcinile arborilor. Acest burete este destul de răspândit în România, Basarabia și Bucovina de Nord și se poate găsi, crescând solitar sau în grupuri mici pe fiecare sol în păduri păduri de foioase (acolo mai ales sub stejari) precum de conifere, din iunie până în octombrie (noiembrie).

## Descriere
Ordinul Agaricales este de diversificare foarte veche (între 178 și 139 milioane de ani), începând din timpul perioadei geologice în Jurasic în diferență de exemplu cu genul Boletus (între 44 și 34 milioane de ani).

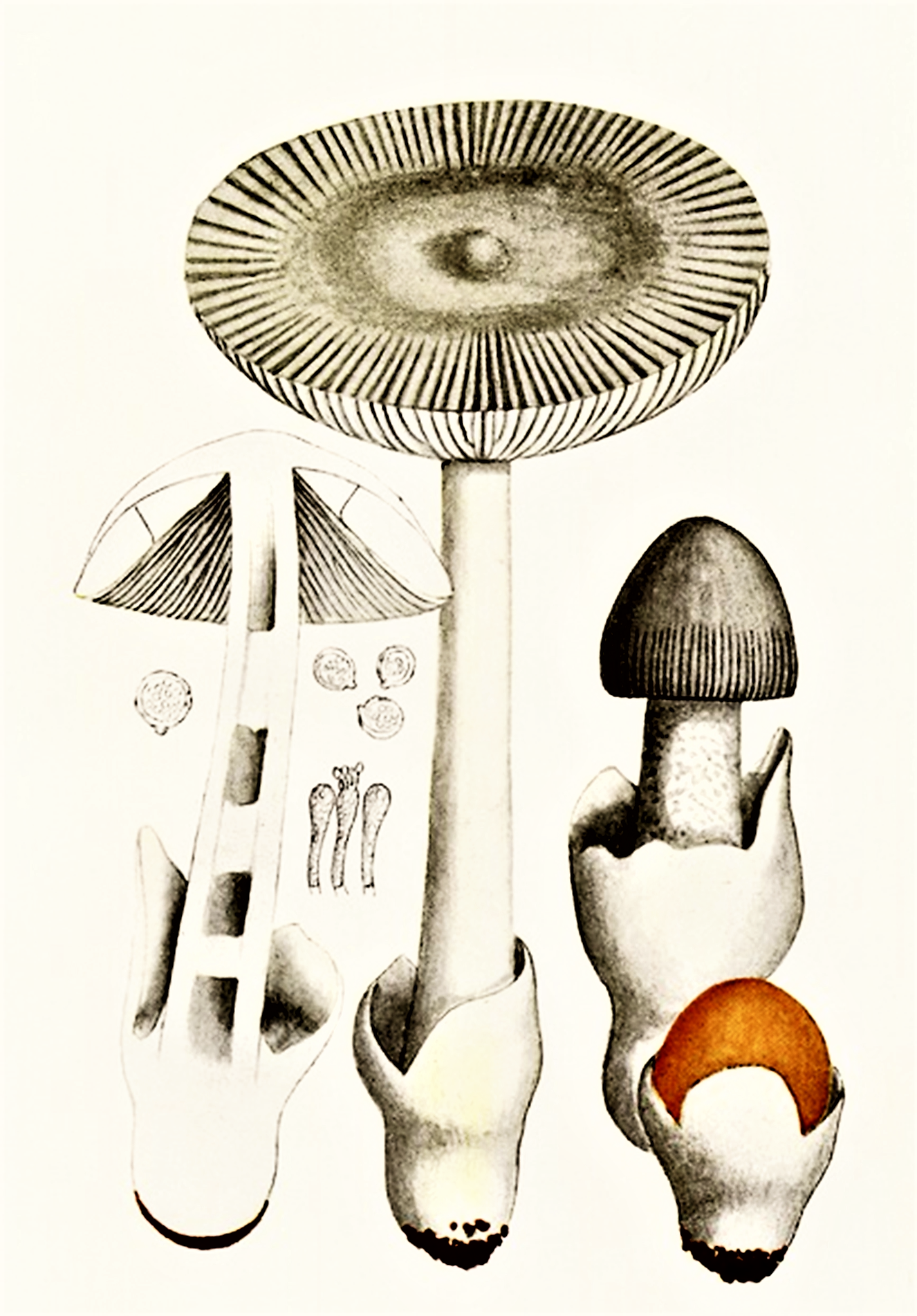
Bres.: A. vaginata

- Pălăria: este de mărime medie cu un diametru de aproximativ 4-12 cm, destul de fragilă, fiind amenajată central peste picior. Ciuperca are la început forma unui ou, devenind repede bombată cu marginea răsfrântă în jos, apoi concavă sau plată, câteodată prevăzută cu un cucui mic. Marginea este striată, striațiile fiind strâmte și ating adesea o treime al diametrului pălăriei. Cuticula este satinată, la umezeală unsuroasă, culoarea variind de la albicios peste gri, plumburiu la cenușiu-brun, uneori aburit albăstrui (depinde de variațiile ciupercii) și prezintă resturi albicioase până ocru pale ale vălului universal.
- Lamelele: sunt libere, destul de înghesuite, adâncite, subțiri și inegale cu lame intermediare, spre bază mai strâmte precum rotunzite spre margine. Ele sunt albe și nu se decolorează la atingere.
- Piciorul: este cilindric subțiat către vârf precum ușor umflat la bază (dar niciodată cu bulb), fragil, neted, cu solzișori albi, tânăr în partea superioară făinos, fiind alb sau de coloritul pălăriei. El sfârșește într-o volvă  persistentă, albicioasă deseori destul de înaltă, semiliberă și lobată (pricinuit vălului universal). Ea este colorată câteodată gri, chiar roșiatic. Interiorul tulpinii este mai întâi plin, apoi găunos, dezvoltând o lungime de 8-15 (20) cm și un diametru de 1-2 cm. Inelul lipsește.
- Carnea: este albă și fragedă, ocazional ceva umedă în pălărie, și în picior de o consistență relativ făinoasă, toxică în stare crudă, fără miros și cu gust dulceag.
- Caracteristici microscopice: Sporii sunt sferici până rotunjori, netezi, hialini (translucizi) și neamiloizi (nu se decolorează cu Iod), cu un conținut granular și au o mărime de 8-12 (14) microni. Pulberea lor este albă.[4][5]
- Reacții chimice: Buretele se decolorează cu anilinăimediat în roșu de vin, apoi maro, cu fenol maro ca ciocolata și cu tinctură de Guaiacum dopă două minute albastru.[7]

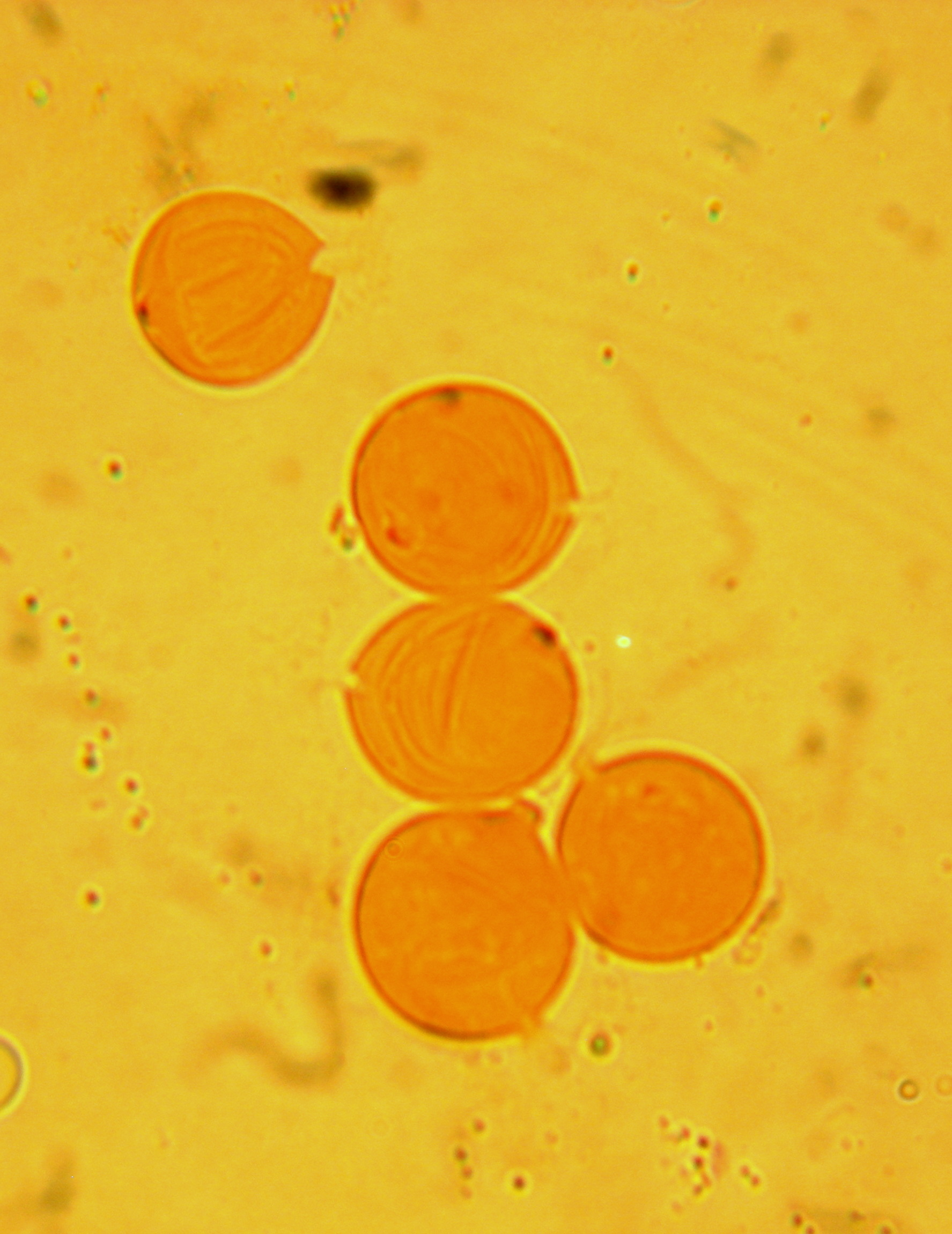
A. vaginata, spori
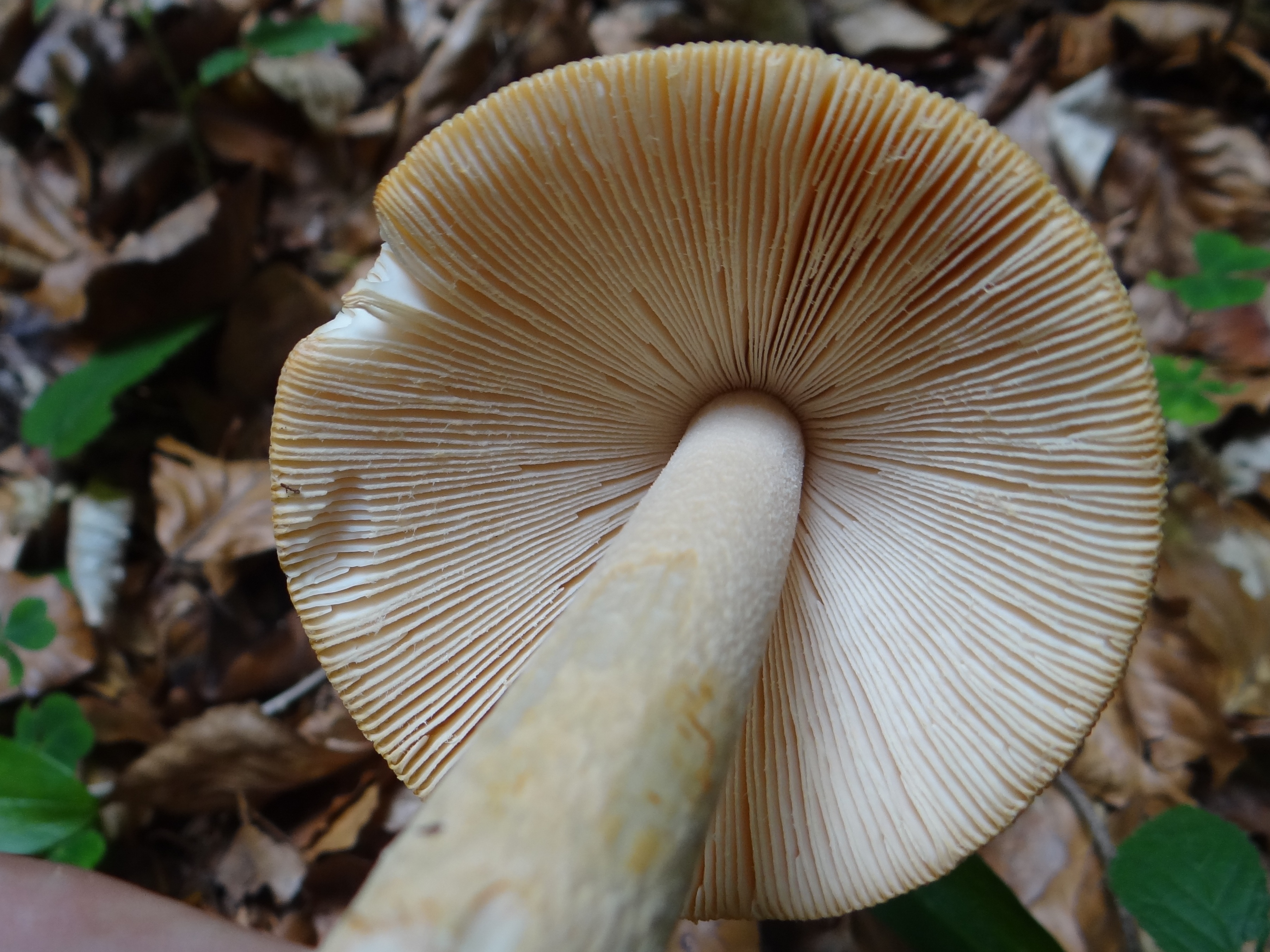
A. vaginata, lamele
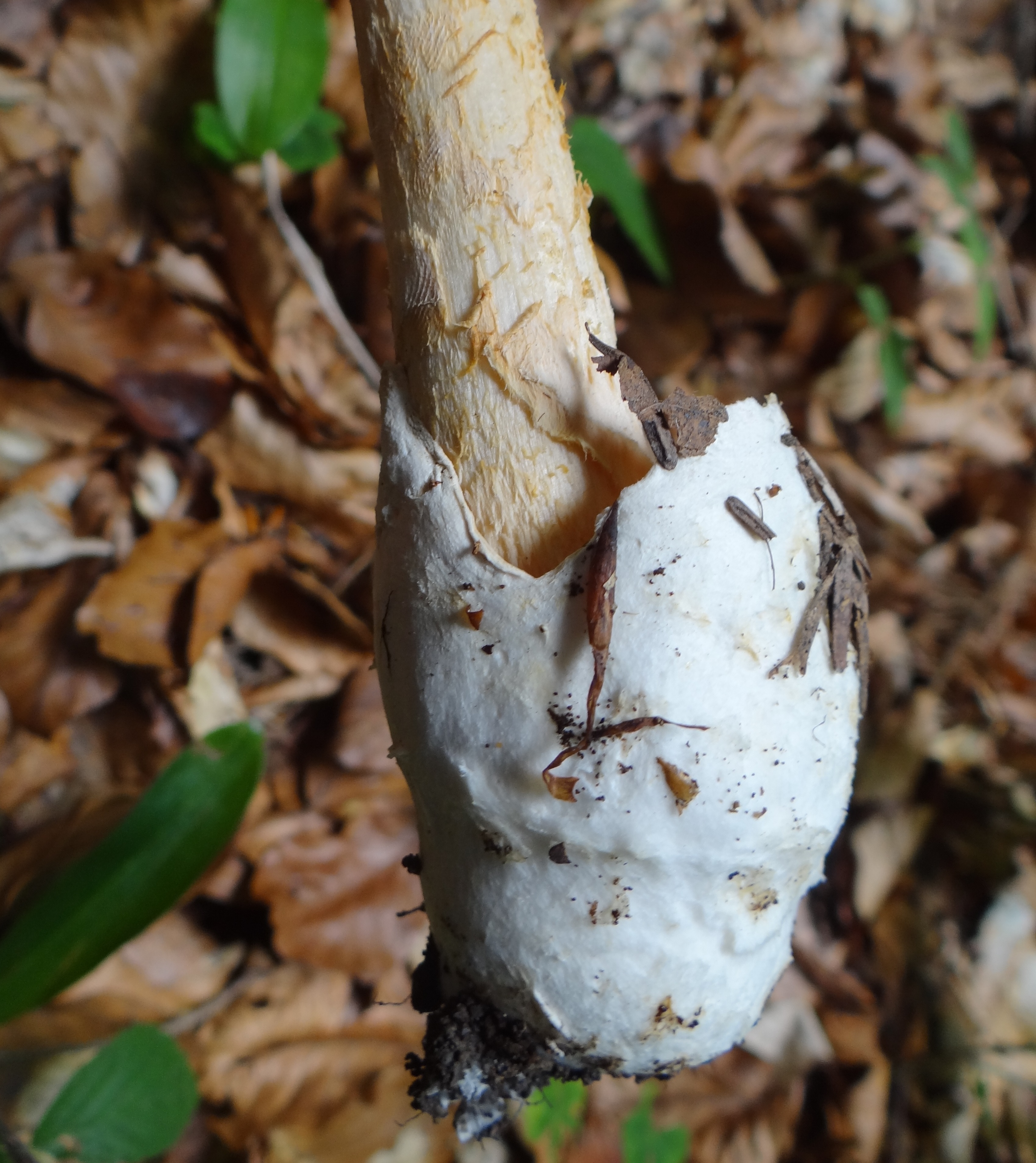
A. vaginata, volvă
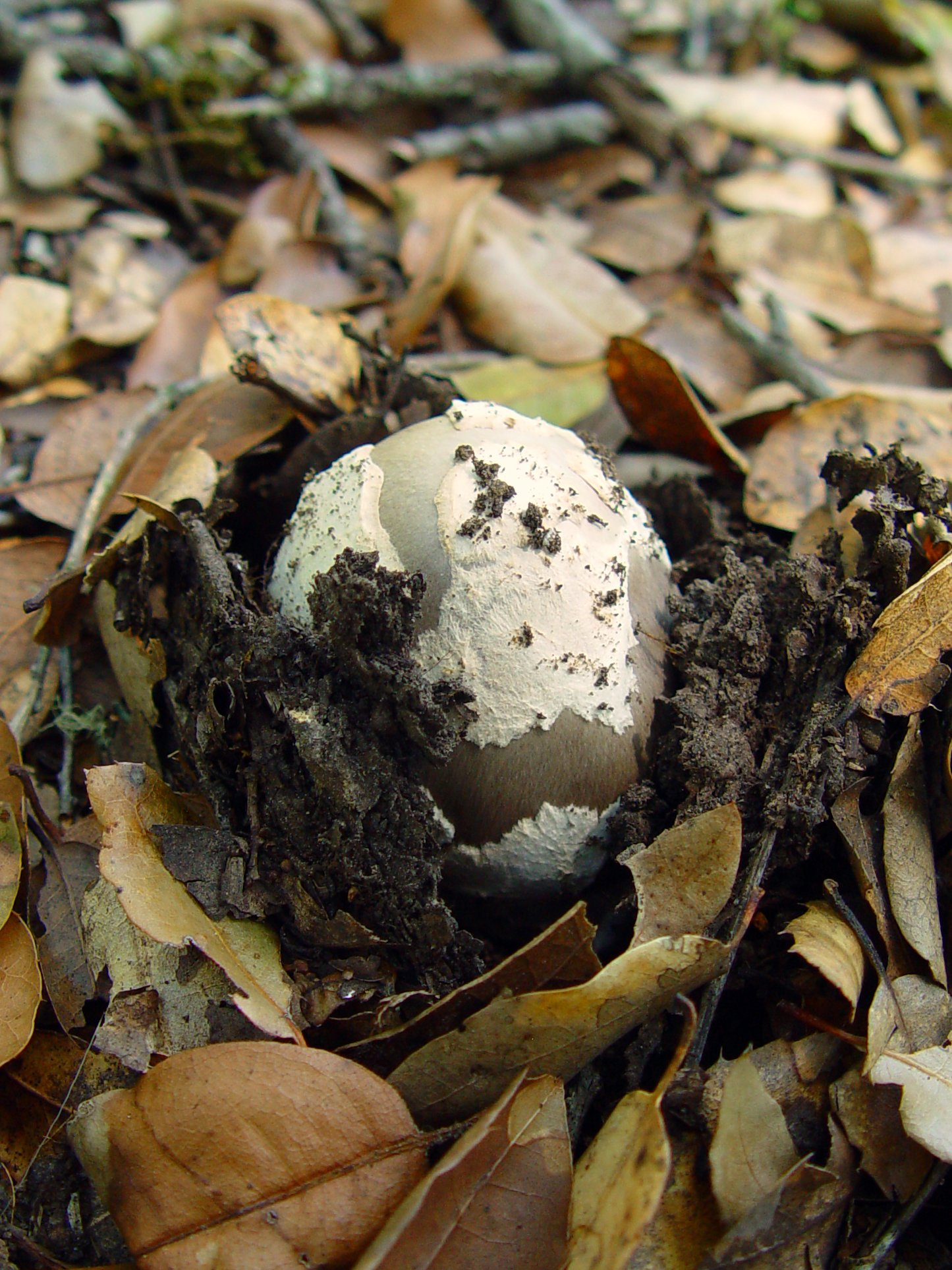
A. vaginata, ou
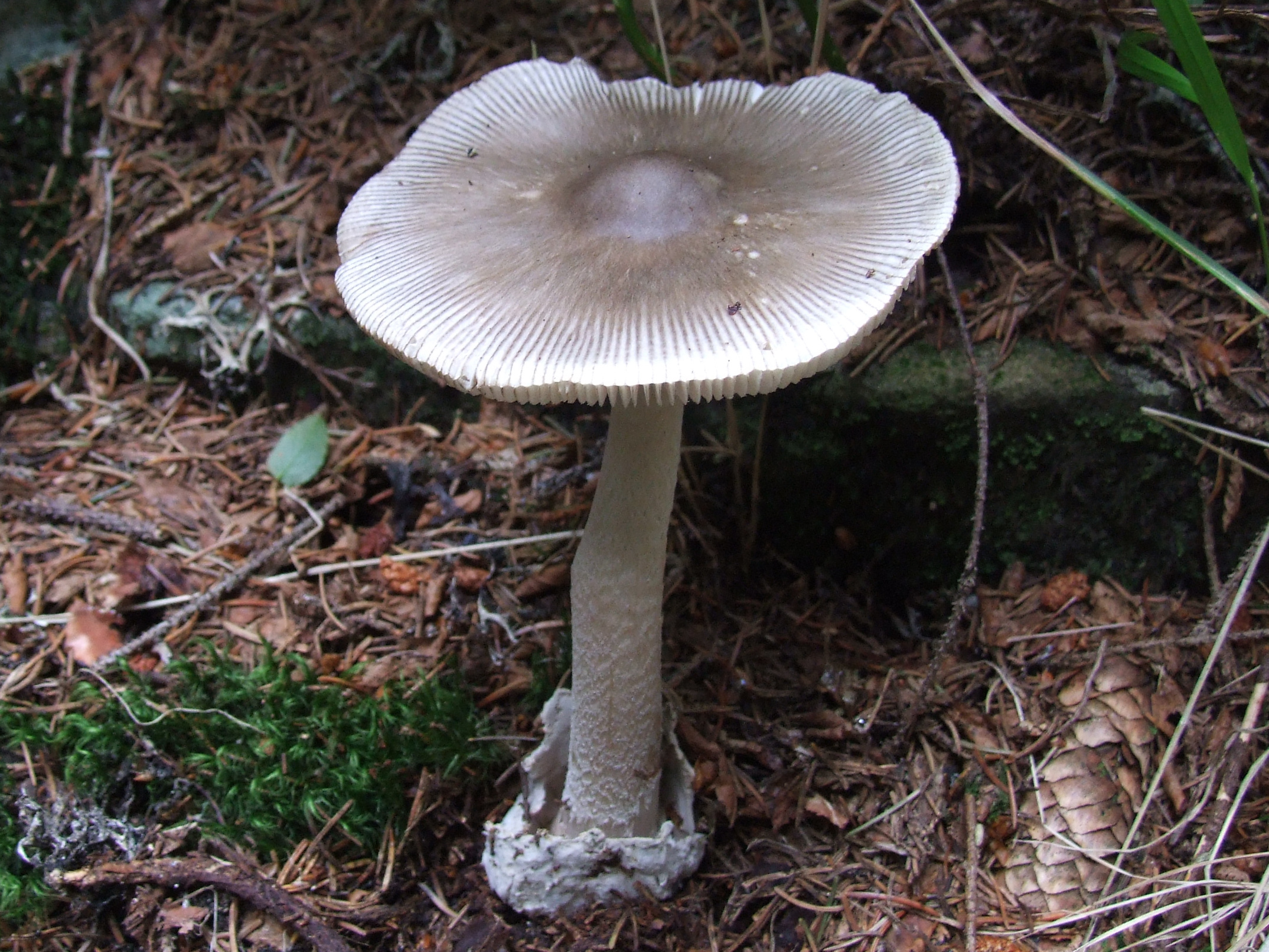
A. vaginata gri
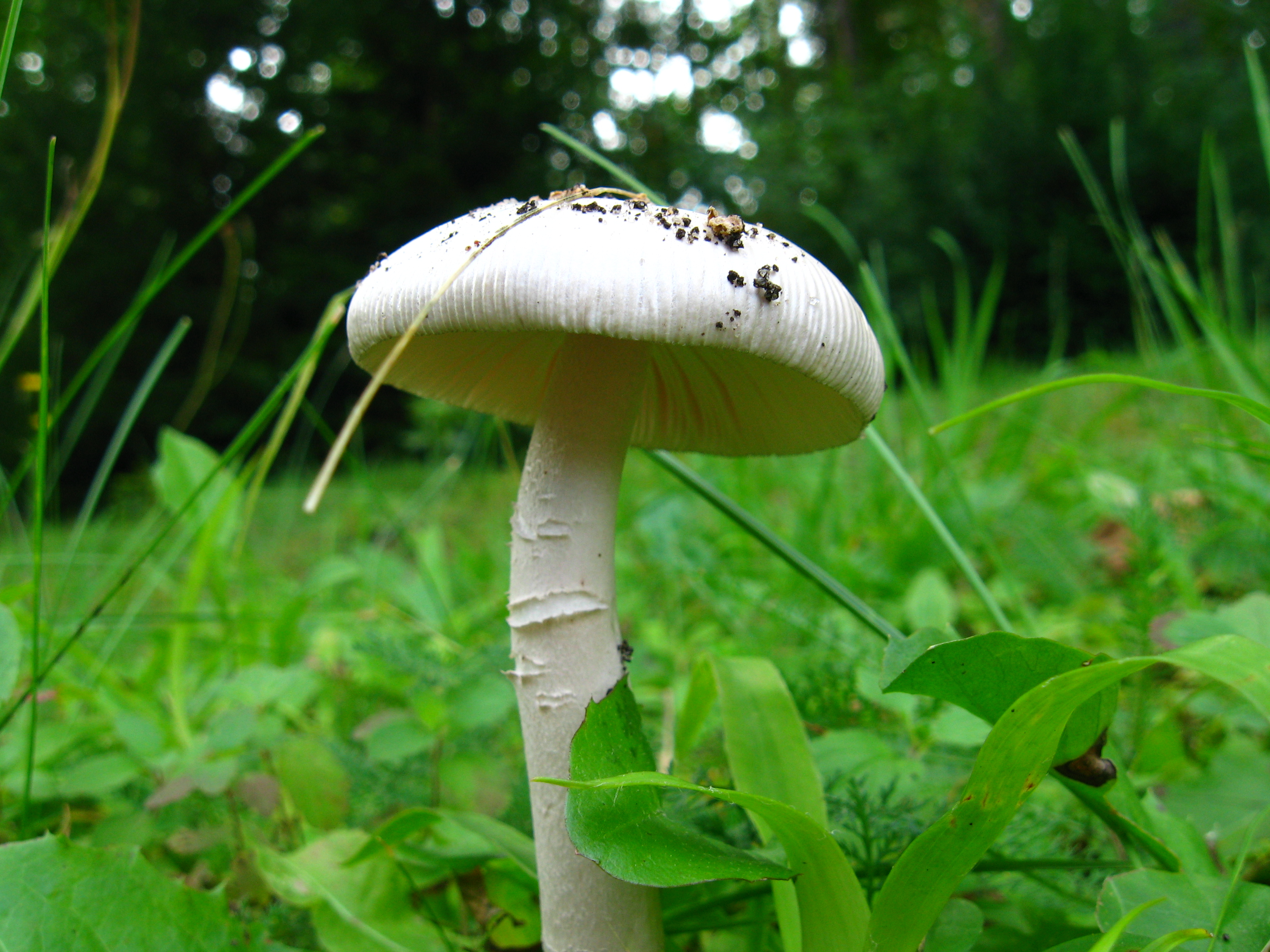
A. vaginata var. albă
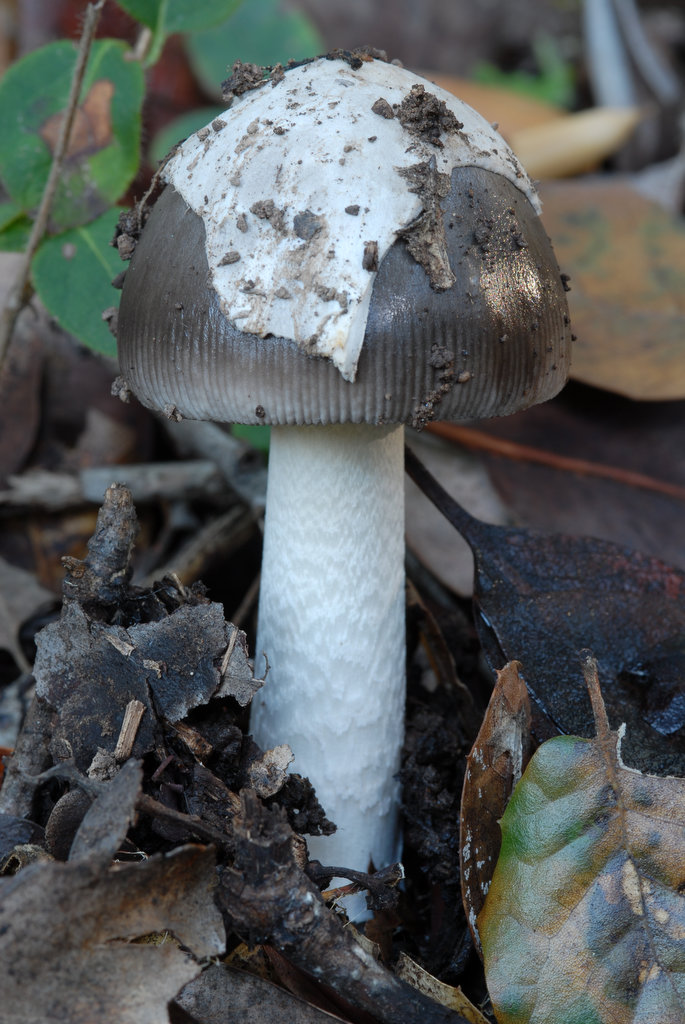
A. vaginata var. plumburie

## Confuzii
Dacă se dă seama că Amanita vaginata nu are bulb sau manșetă (inel), ea nu poate fi confundată cu Amanitele otrăvitoare sau letale. Asemănătoare sunt variațiile ei (Amanita alba, plumbea, etc.) precum speciile înrudite, ca de exemplu: Amanita battarrae sin. Amanita umbrinolutea, Amanita beckeri, Amanita crocea, Amanita flavescens, Amanita fulva, Amanita lividopallescens, Amanita mairei. sau cu mai marea Amanita ceciliae.
Ciuperca este uneori confundată chiar și cu soiul parazitar Volvariella, în special cu Volvariella bombycina sau Volvariella caesiotincta. Toți acești bureți sunt comestibili.

## Specii asemănătoare în imagini

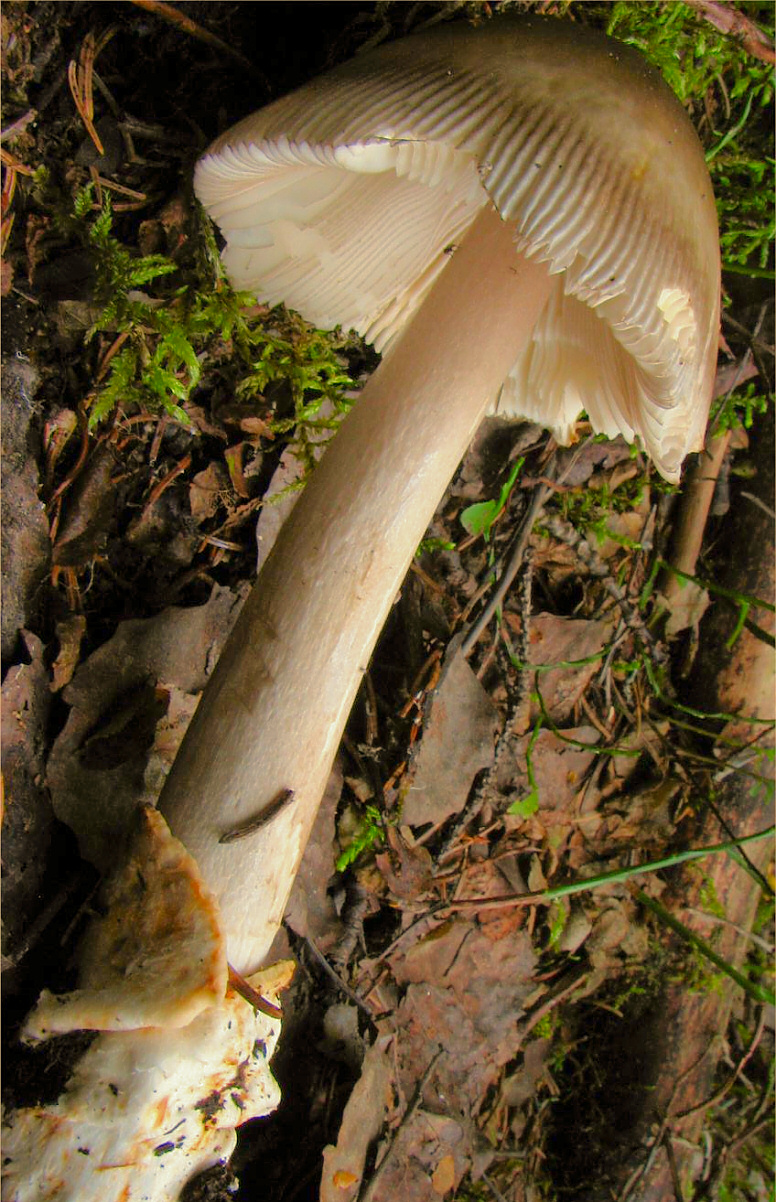
Amanita battarrae
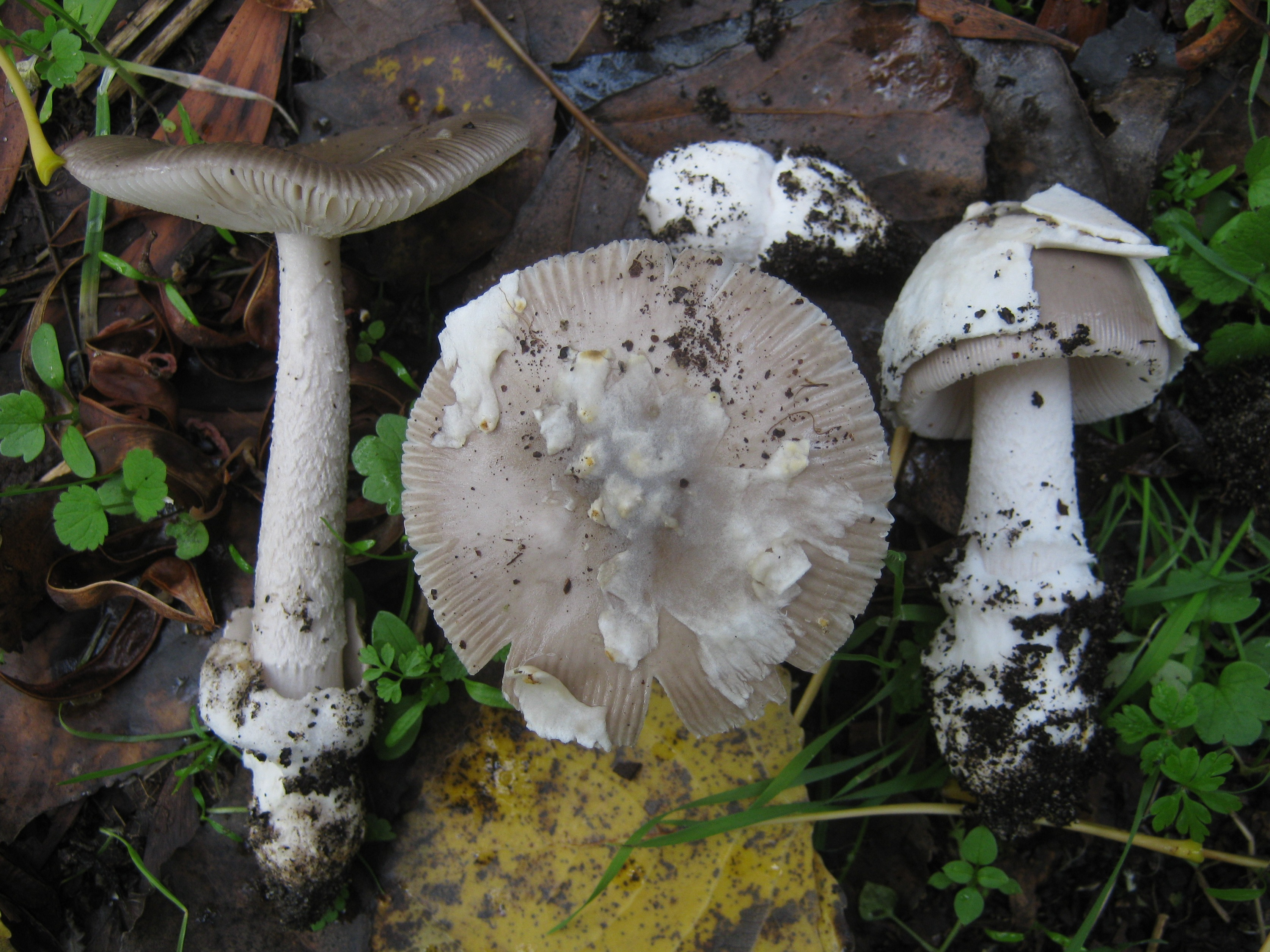
Amanita beckeri
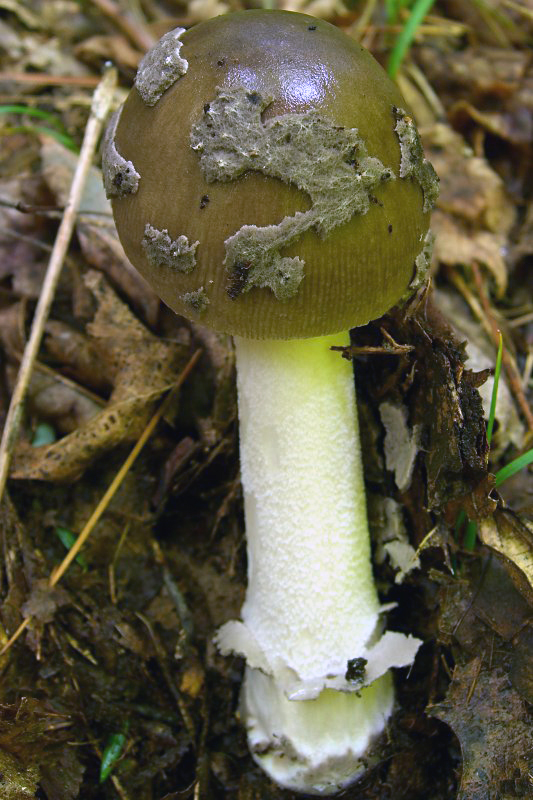
Amanita ceciliae
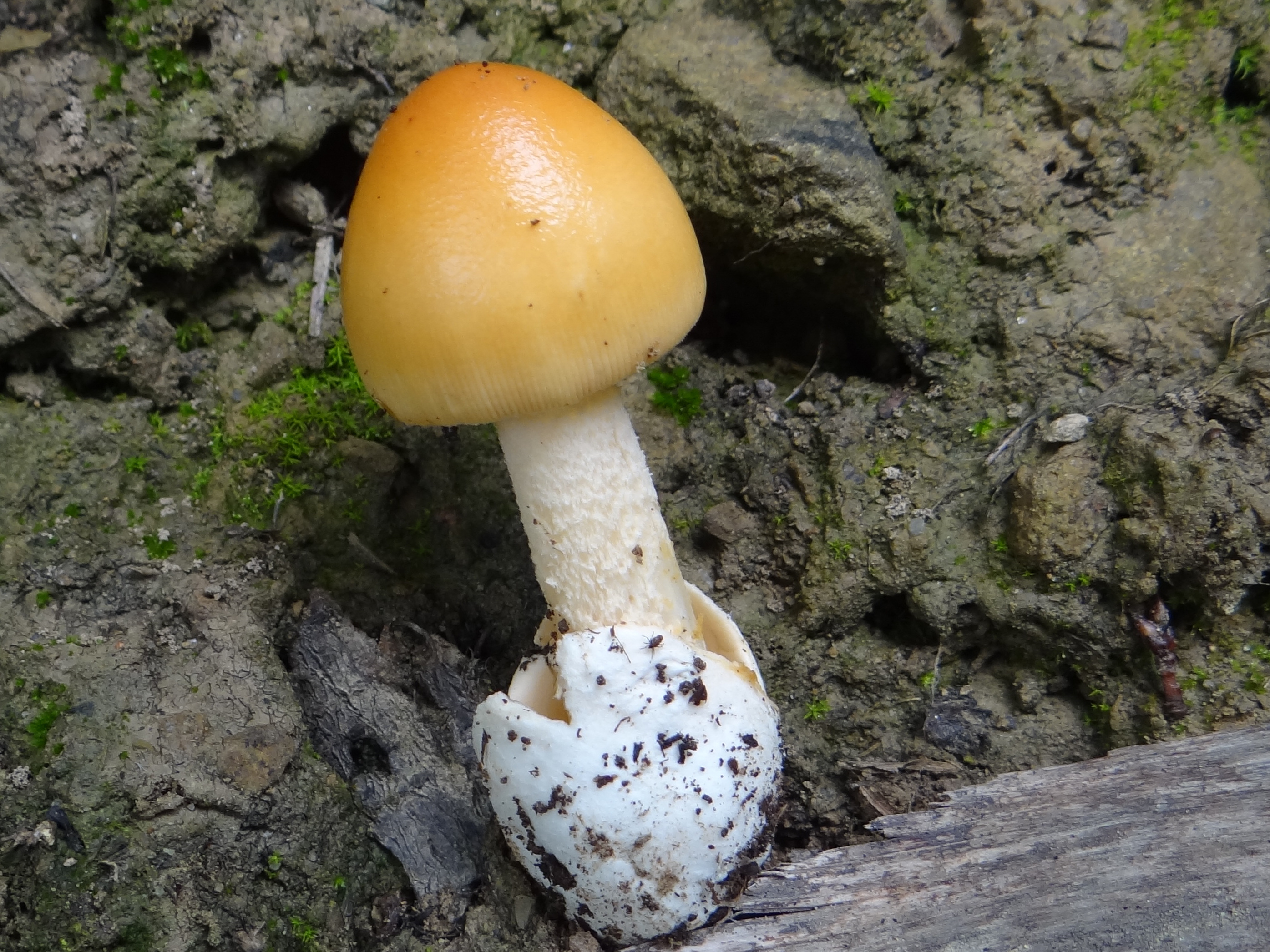
Amanita crocea
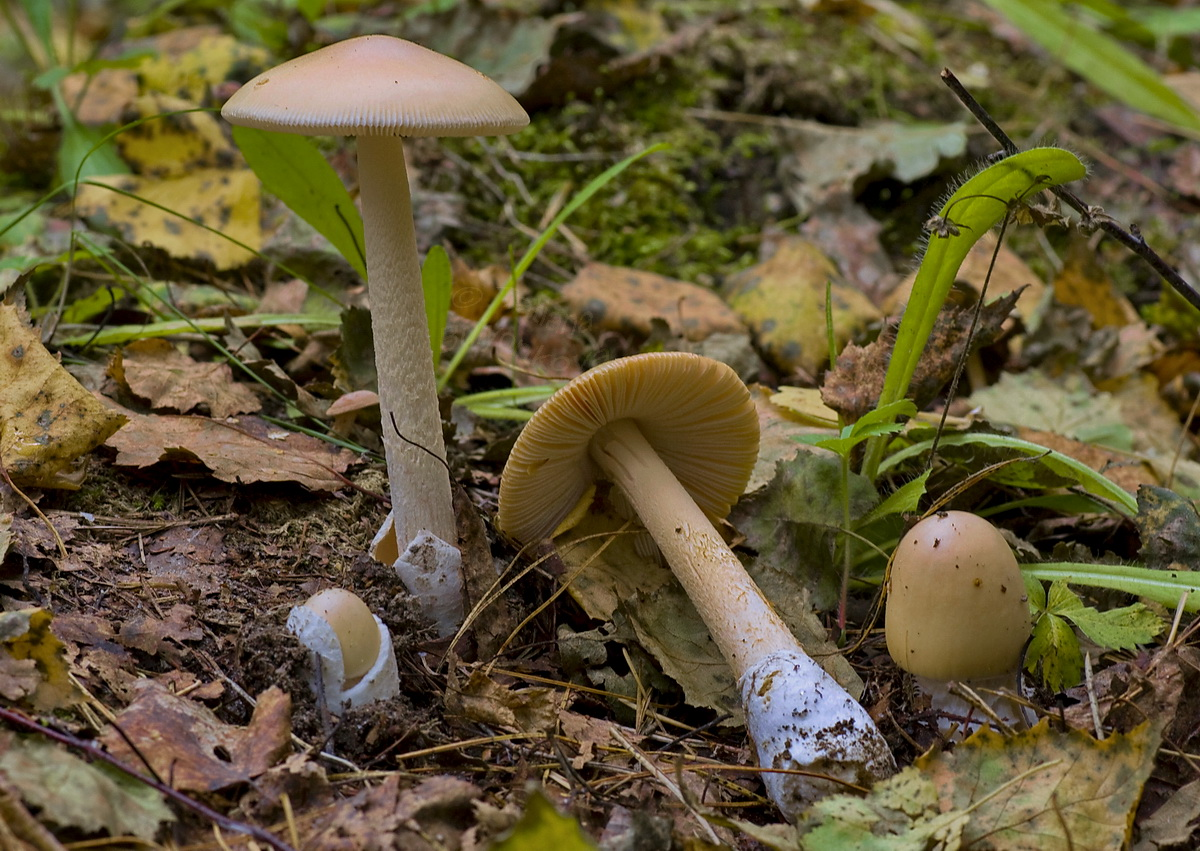
Amanita flavescens
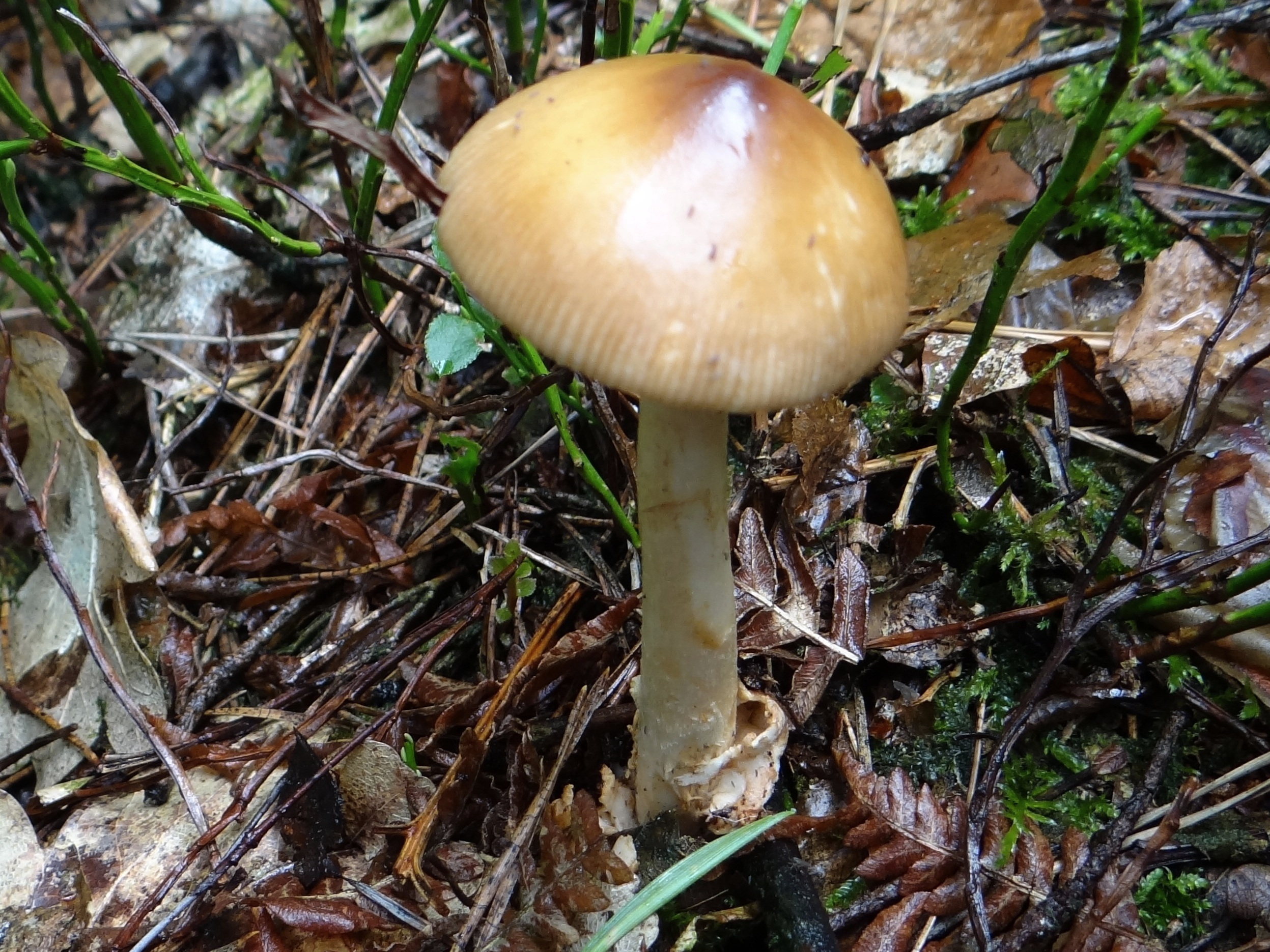
Amanita fulva
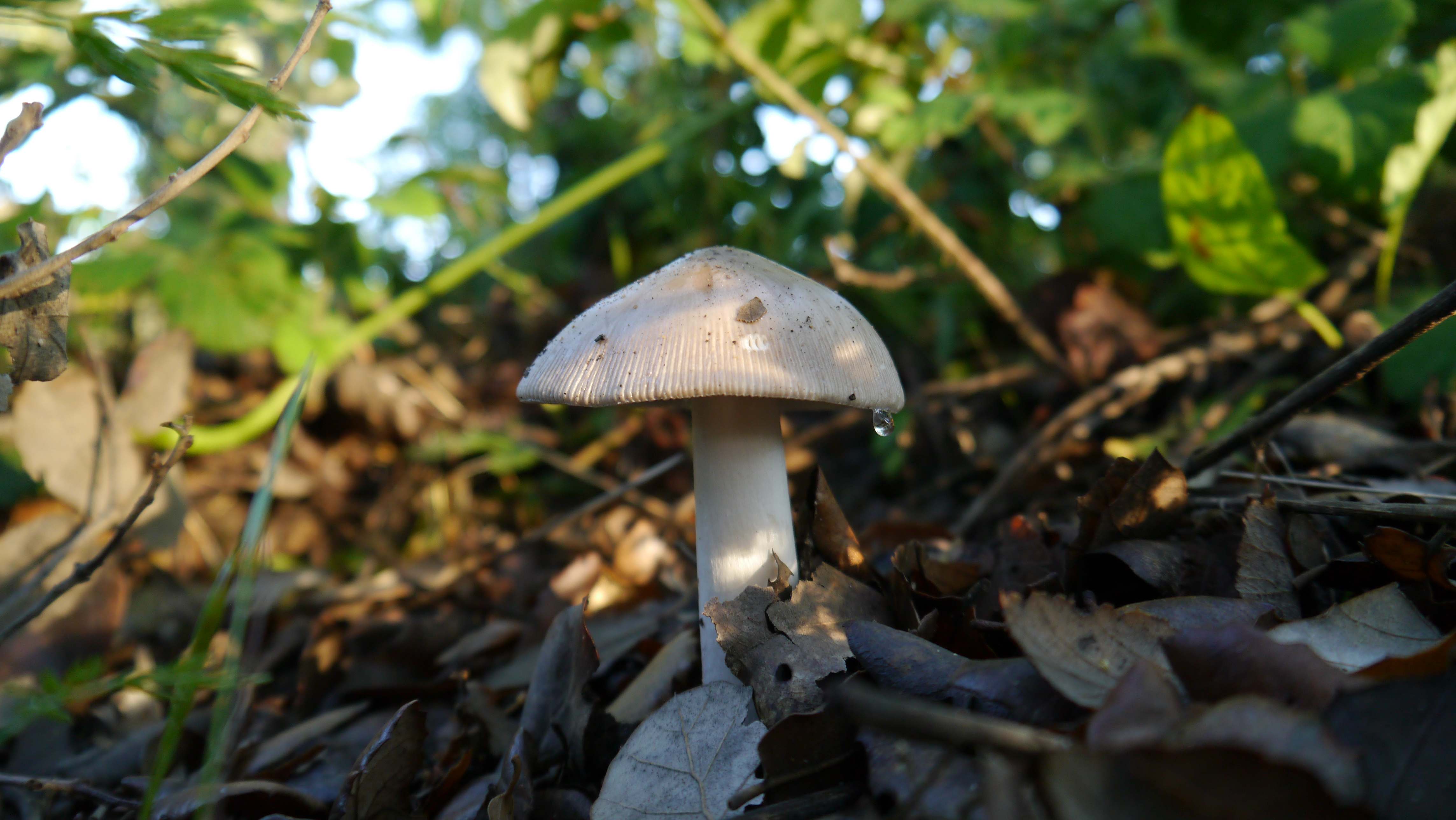
Amanita lividopallescens
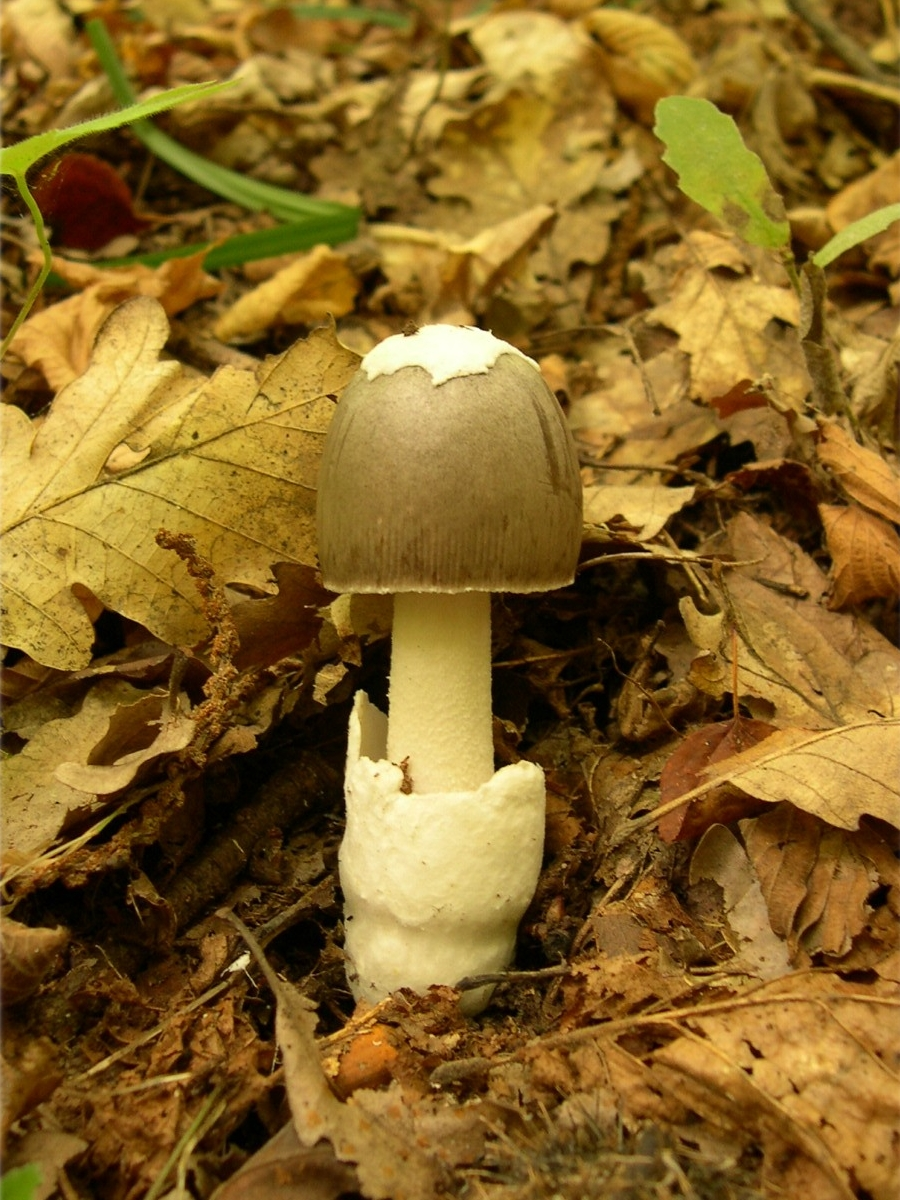
Amanita mairei
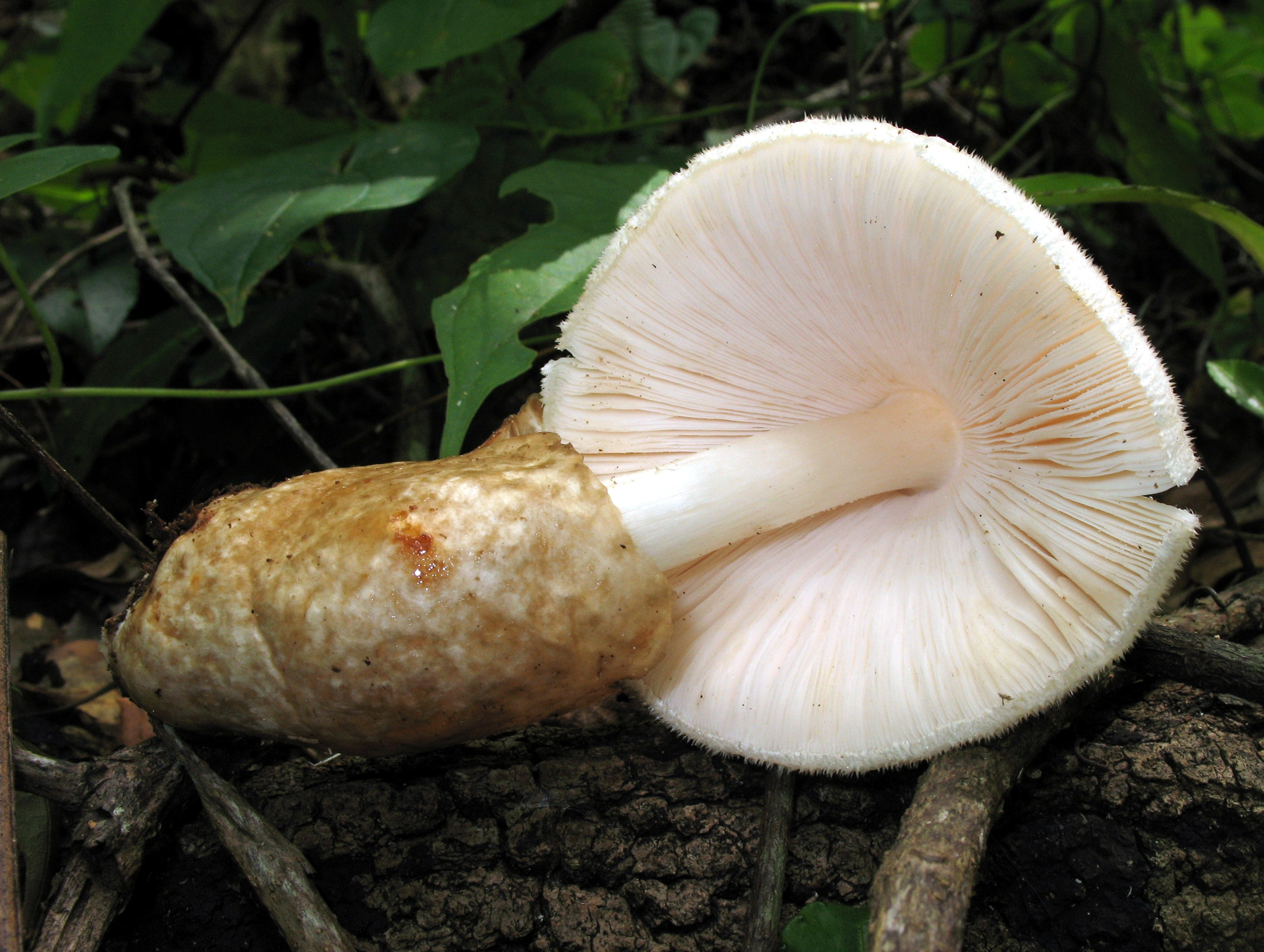
Volvariella bombycina
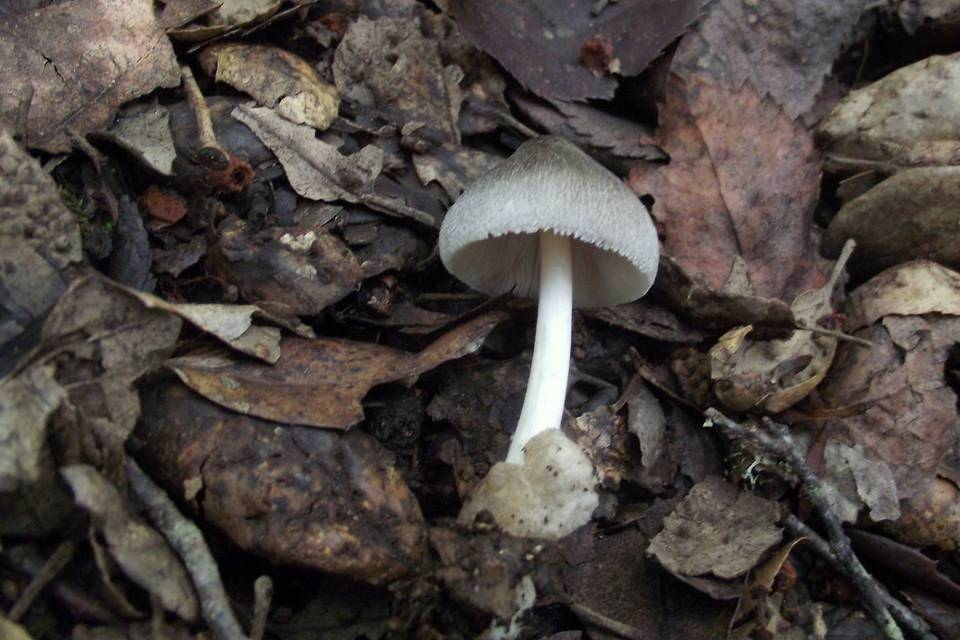
Volvariella caesiotincta

## Valorificare
Amanita vaginata este ca toate ciupercile acestui gen în stare crudă toxică (provoacă tulburări digestive), dar gătită este destul de gustoasă, toxinele fiind complet distruse prin tratamentul termic (ciuperca se taie în mod normal felii sau în jumătate). Cuticula se curăță mereu de resturile vălului universal pentru rafinarea gustului. De altfel, buretele poate fi preparat ca Amanita rubescens sau Amanita caesarea.
Dați atenție și nu poziționați această ciupercă fragilă sub specii mai mari și grele în coș!